# Órfãos da terra
 (срп. Земаљска сирочад) бразилска је теленовела, продукцијске куће Реде Глобо, снимана 2019.

## Улоге
| Глумац:            | Улога:                      |
| ------------------ | --------------------------- |
| Жулија Далавија    | Лајла Фајек                 |
| Ренато Гоес        | Жамил Зариф                 |
| Алис Вегман        | Далила Абдала / Басма Бакри |
| Кармо Дала Векија  | Пол Абас                    |
| Родриго Симас      | Бруно Монте Кастели         |
| Анажу Доригон      | Камила Насер                |
| Кајсар Дадур       | Фаузе                       |
| Емануел Араужо     | Зулеика Насер               |
| Дантон Мело        | Антонио Карлос Алмеида      |
| Бија Арантес       | Валерија Аугуста            |
| Елијана Жијардини  | Раија Ансара Насер          |
| Гиљерме Фонтес     | Норберто Монте Кастели      |
| Леона Кавали       | Тереса Монте Кастели        |
| Ана Сесилија Коста | Мисаде Фајек                |
| Марко Рика         | Елијас Фајек                |
| Карол Кастро       | Хелена Торкуато             |